# Flan

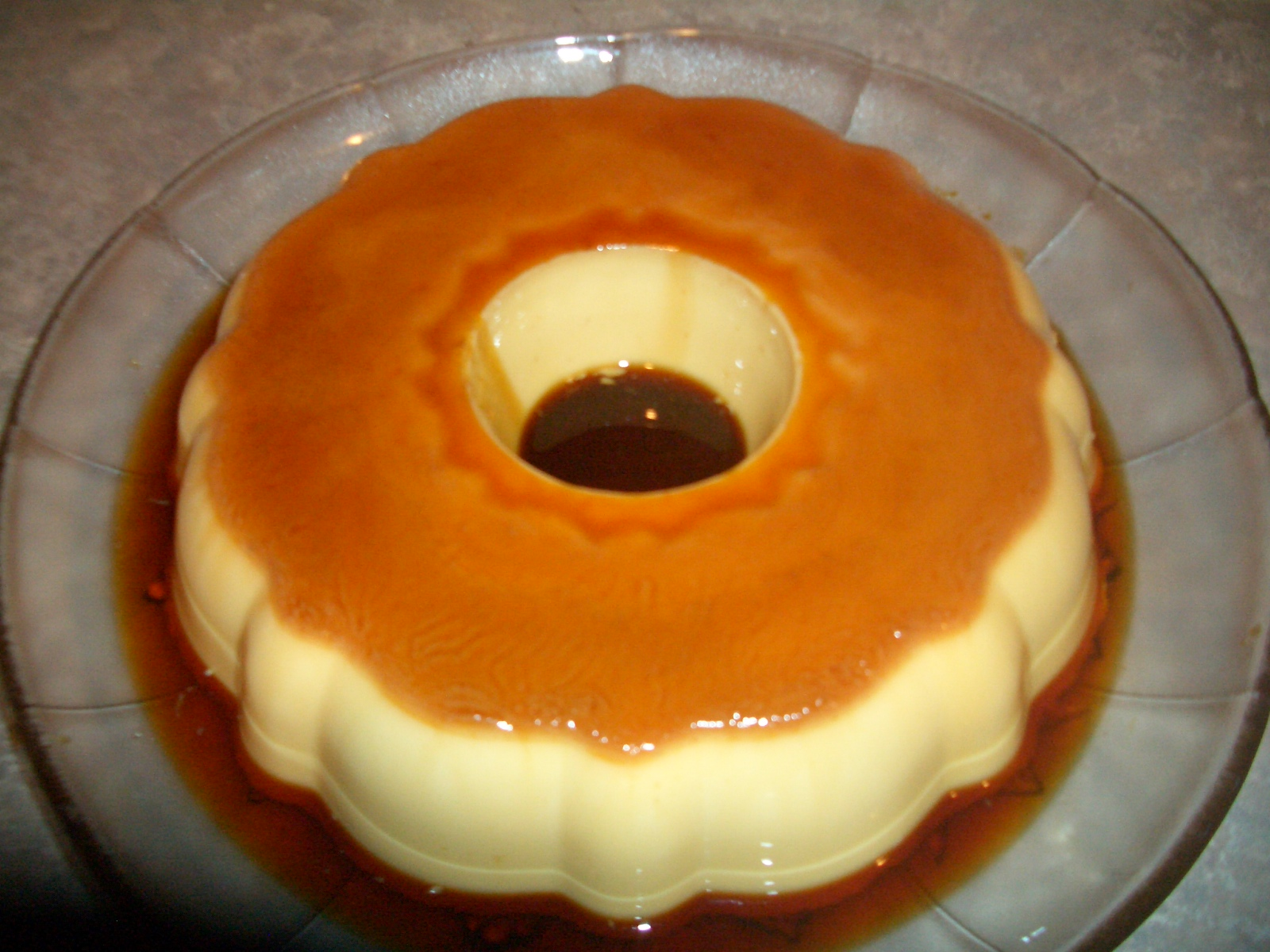
Pudim caseiro

Pudim de leite, pudim de ovos, pudim em banho-maria ou pudim flan é uma sobremesa feita de ovos, leite e açúcar com uma calda de caramelo por cima. Uma variação popular no Brasil é o pudim de leite condensado.

## História

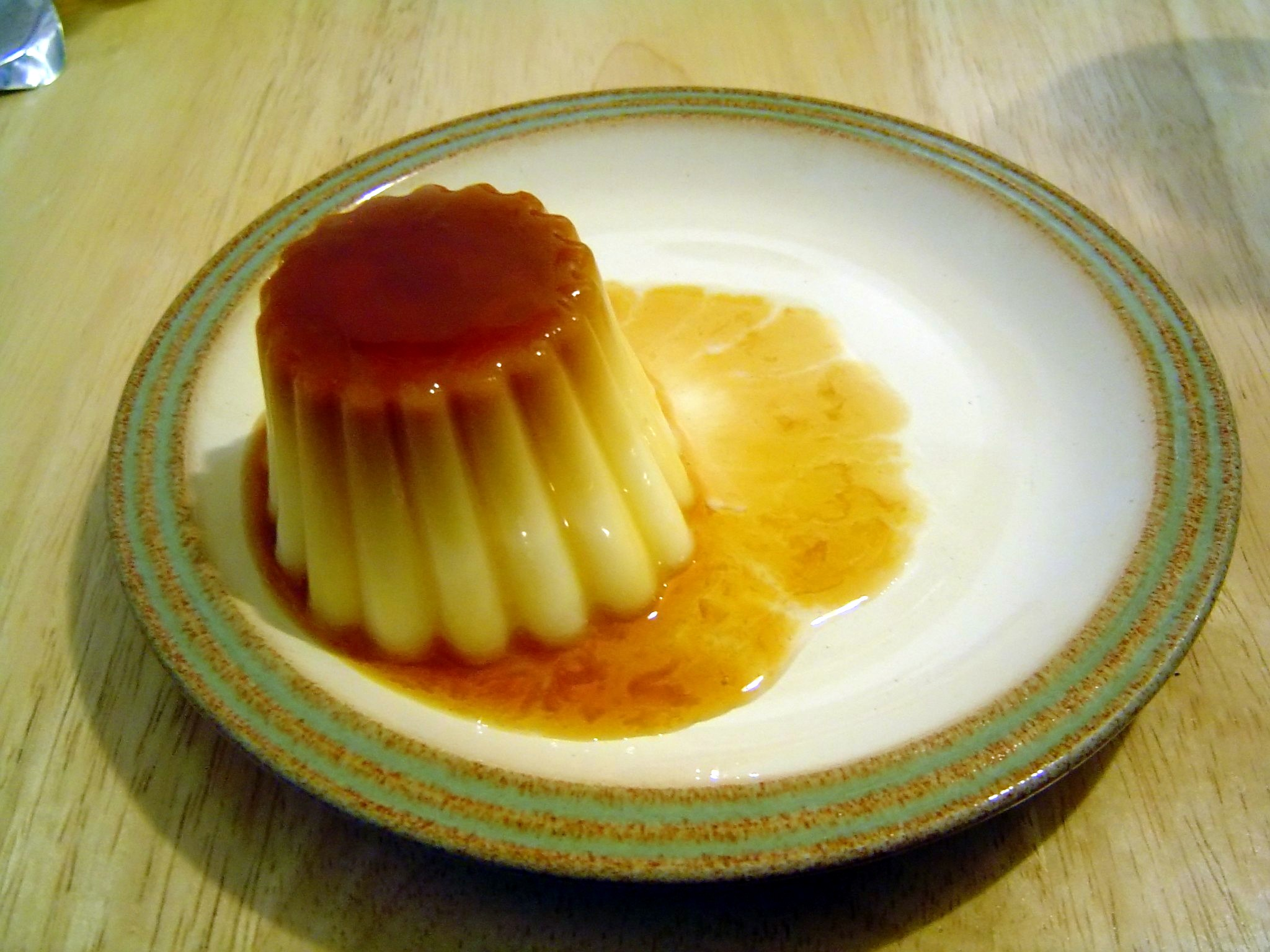
Pudim de leite e ovos

Remontante da época do Império Romano , quando era chamado tyropatina, tornou-se muito popular durante a Idade Média e era saboreado durante a Quaresma. Foi ao redor do século VII que se popularizou o nome "flan" para se referir a este pudim, palavra que vem do francês flan, derivada do alto-alemão antigo flado, que significava bolo ou objecto plano. Foi também durante essa altura que se deixou de polvear pimenta no topo, como era o costume romano, e se começou a usar açúcar.

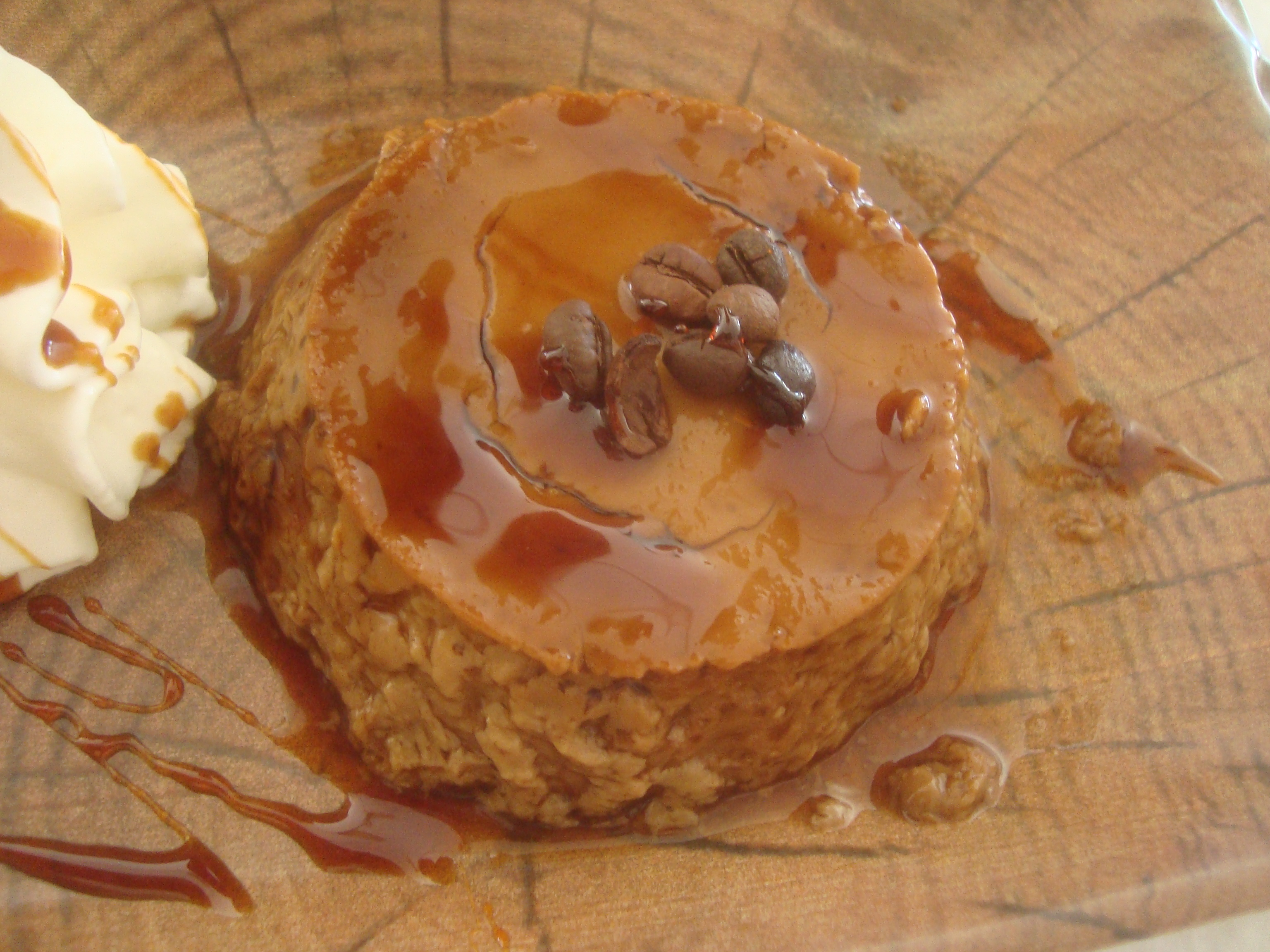
Pudim flan de café.

## Ingredientes
O ingrediente principal é o ovo. Com o banho-maria, as gemas coalham e tomam a forma do molde, adquirindo uma consistência gelatinosa ou cremosa. Além dos ovos, também se usa leite e outros ingredientes que deem mais sabor: normalmente  baunilha, canela ou casca de limão. Também existem receitas que utilizam sumos e compotas de frutas, chocolate derretido, café, queijo creme ou iogurte. Existem ainda mais variações que incluem amêndoas, pistáchios, doce de leite, limão e outras variedades de frutas. Antigamente havia certas receitas com pimenta e mel, assim como outra, muito elaborada, com açúcar, queijo, amêndoas, peixe, canela, espinafres e creme pasteleiro.

## Preparação
Para fazer o pudim de leite e ovos em banho-maria, mistura-se o leite com o aroma ou sabor desejado. Os ovos e o açúcar são batidos juntos e adiciona-se lentamente o leite. A mistura é depois vertida no molde, previamente untado com caramelo. É tradicionalmente cozido em banho-maria com o caramelo na camada inferior. Depois de estar cozinhado, o molde é virado sobre um prato, fazendo com que o caramelo cubra o pudim.

## Variedades regionais

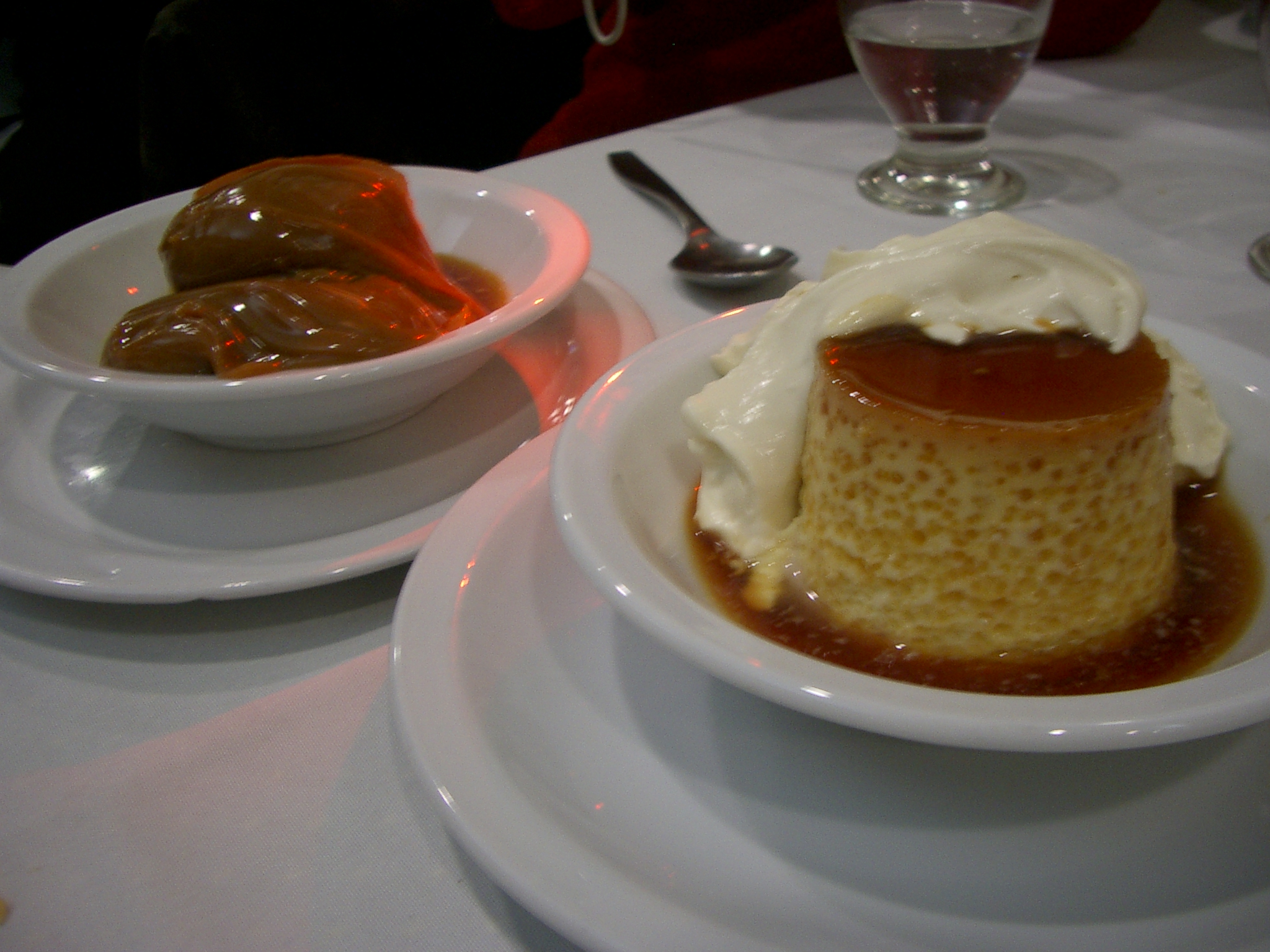
Pudim de leite e ovos com doce de leite

### América Latina
O pudim é acompanhado por doce de leite, principalmente na Argentina, no México e no Uruguai, mas também em alguns países vizinhos.
Na Venezuela, e no Brasil o pudim é normalmente feito com leite condensado, leite, ovos e açúcar caramelizado em cima. A versão venezuelana é conhecida como quesillo e no Brasil chama-se pudim de leite condensado.

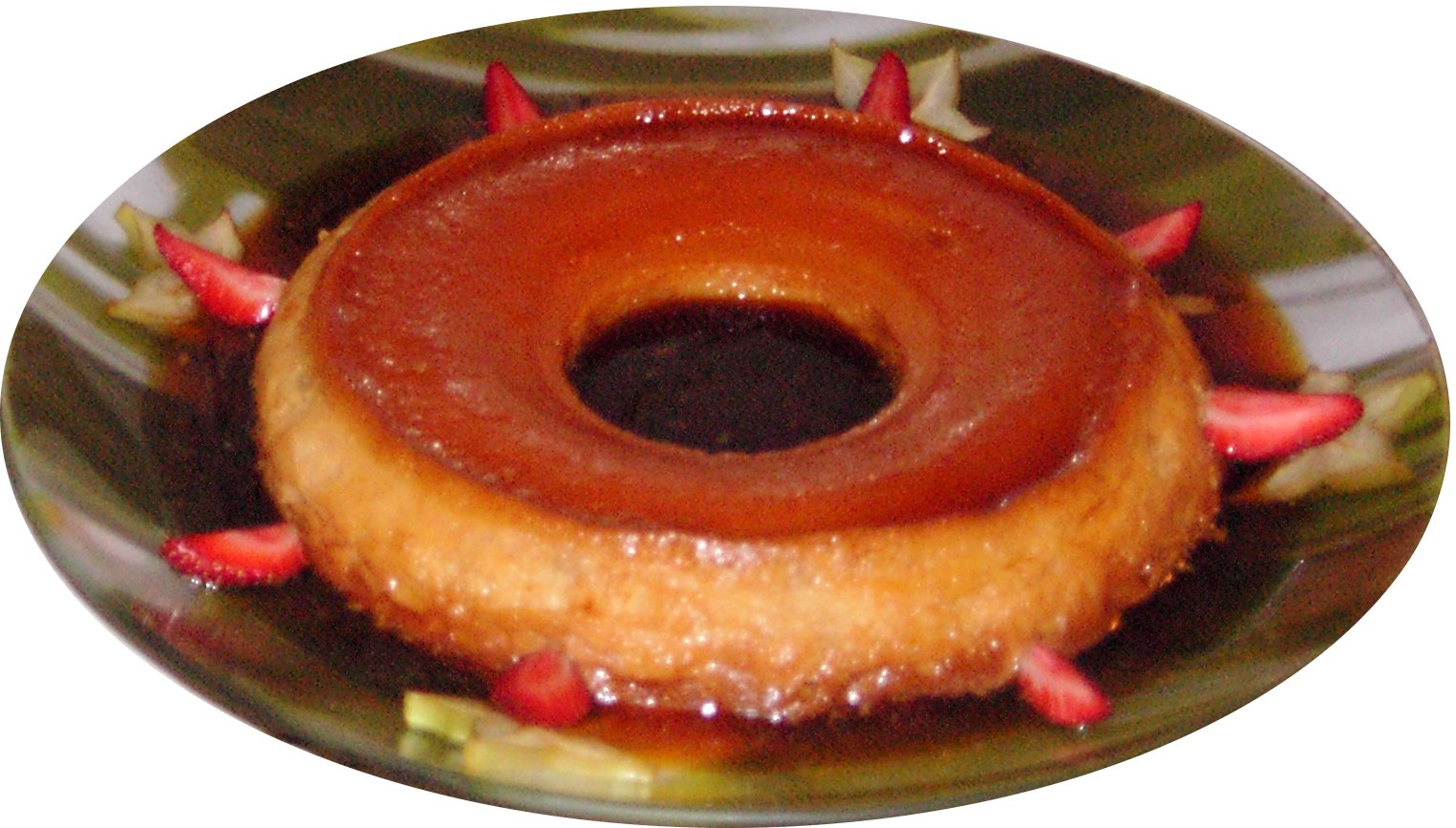
Pudim de leite condensado.

No Chile o flan é normalmente comido com marmelada ou leite condensado.

### Cuba

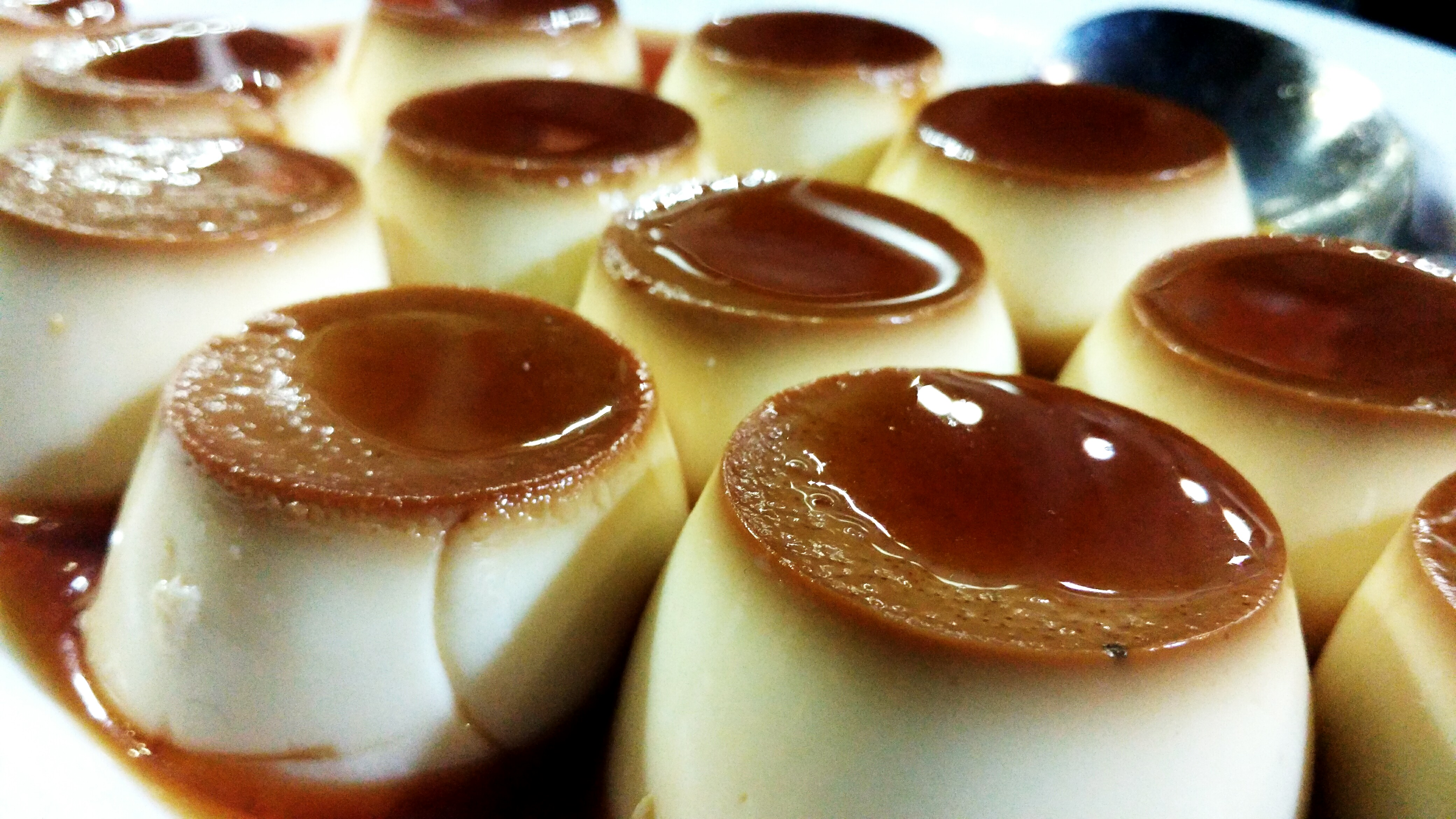
Pudim em banho-maria

O pudim cubano, conhecido nos países de língua espanhola como flan de Cuba, é feito com a adição das claras de dois ovos e  canela em pau  para dar mais sabor.
Um prato cubano parecido é a "copa lolita", um pequeno flan servido com uma ou duas colheres de gelado (português europeu) ou sorvete (português brasileiro) de baunilha. Outras variações incluem coco ou rum de passas.

### Filipinas
Nas Filipinas, o pudim é conhecido como leche flan, que é uma versão mais pesada do flan espanhol, feito com leite condensado e mais gemas de ovos. Normalmente o leche flan é cozido a vapor por cima do fogo ou num fogão, ou cozindo, mas o último é raro de se ver. É muito popular durante os festivais.
Uma versão mais pesada ainda do leche flan é o tocino del cielo, que leva ainda mais gemas e açúcar.

### Vietname
O pudim foi trazido pelos franceses e é comum do Vietname (português europeu) ou Vietnã (português brasileiro). É conhecido como bánh caramel, caramen ou kem caramel no Norte e como bánh flan ou kem flan no Sul. Às vezes o caramelo no fundo é substituído por café negro, dando assim ao prato um novo sabor distinto.

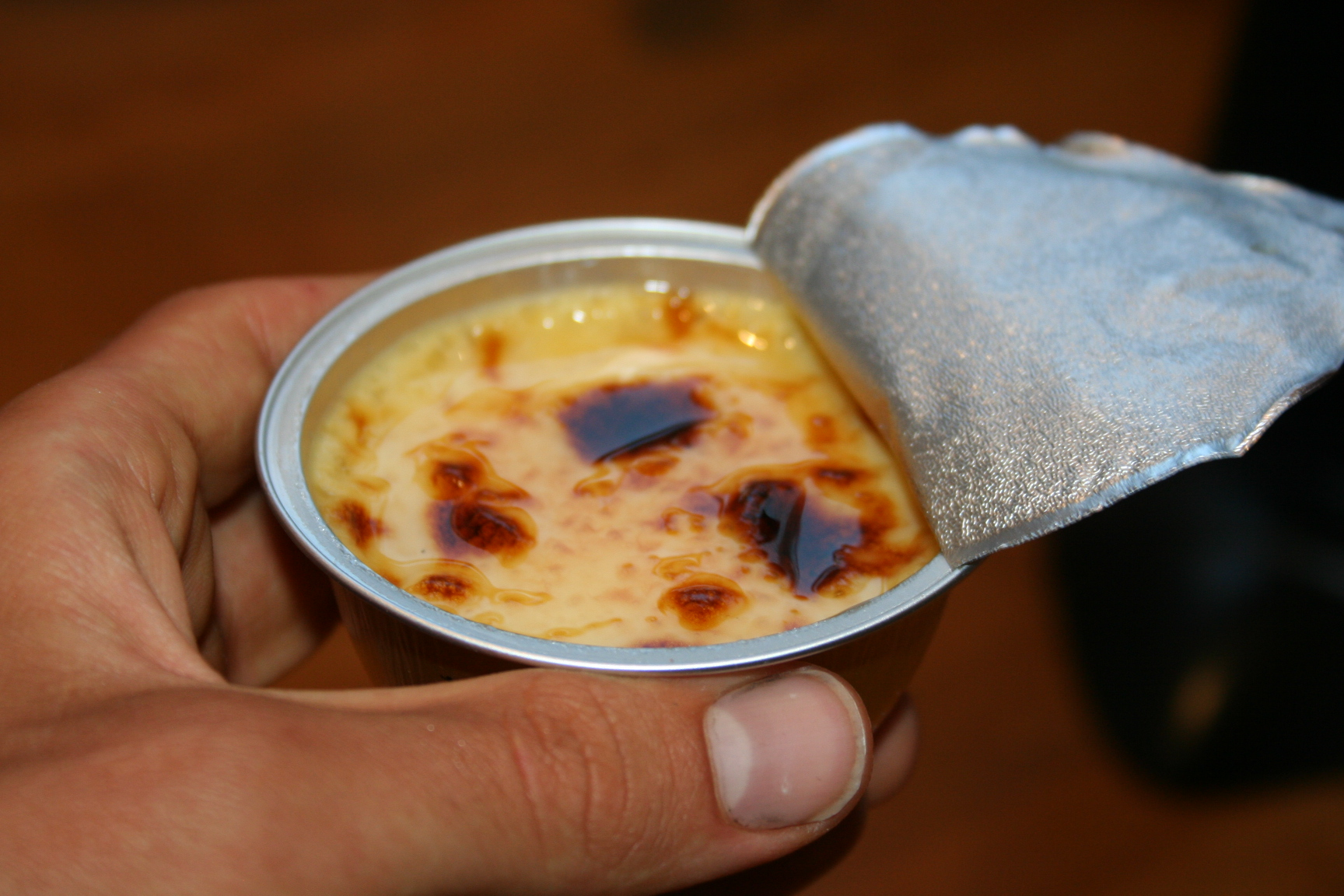
Flan de huevo espanhol.

### Japão
Pudins embalados são comuns em lojas de conveniência japonesas sob o nome purin (プリン) (i.e., "pudim"), ou custard pudding (pudim de custarda). É frequente haver uma prateleira inteira numa loja Lawson ou 7-Eleven dedicada às dezenas de marcas e variedades de flans.